# Anja Arndt
Anja Arndt, née le 10 janvier 1966 à Wangerland (RFA), est une femme politique allemande. Membre de l'Alternative pour l'Allemagne (AfD), elle est élue députée européenne le 9 juin 2024.

## Biographie
Mariée et mère de quatre enfants, Anja Arndt a suivi un cursus d’enseignement secondaire en politique, économie et sport.
Elle rejoint l'Alternative pour l'Allemagne (AfD) en 2018 et devient, en 2022, présidente de la section du parti pour le district de Frise orientale. Elle est désignée par la conférence fédérale du parti pour figurer en 13e place sur la liste du parti pour les élections européennes de 2024. L'AfD obtient 15 sièges lors des élections du 9 juin, ce qui lui permet d'être élue au Parlement européen.